# Cê Topa
"Cê Topa" é o segundo single do cantor e compositor brasileiro Luan Santana, extraído do álbum O Nosso Tempo É Hoje. Com seu refrão "chiclete", a canção se tornou viral rapidamente e teve um enorme sucesso em todo o país, chegando ao topo das paradas.
"Cê Topa" passou 12 semanas não consecutivas no topo da Billboard Brasil Hot 100 Airplay.

## Videoclipe
A canção ganhou um videoclipe em forma de documentário que foi lançado no dia 09 de abril de 2014 no programa televisivo Mais Você, no vídeo mostra imagens da visita do cantor à Associação MaxMello de Amparo à Vida Animal, uma ONG que cuida de animais abandonados. Luan aparece cercado e interagindo com alguns cachorros atendidos pela instituição, o que deixa o clima do vídeo bastante natural e descontraído. Outras imagens foram captadas durante alguns shows do cantor. Luan entra como diretor do clipe ao lado de Bruno Fioravanti.

## Lista de faixas
| Download digital |           |         |  |
| N.º              | Título    | Duração |  |
| 1.               | "Cê Topa" | 2:48    |  |

## Prêmios e indicações
| Ano  | Prêmio            | Indicação     | Resultado |
| ---- | ----------------- | ------------- | --------- |
| 2014 | Caldeirão de Ouro | As 10+ do Ano | 1º Lugar  |

## Desempenho nas tabelas musicais

### Posições
| Tabela musical (2014)                     | Melhor posição |
| ----------------------------------------- | -------------- |
| Brasil - Billboard Brasil Hot 100 Airplay | 1              |